# 싸이언 U4500
싸이언 U4500(CYON U4500)는 LG전자가 2010년 6월 28일에 출시한 휴대 전화이다.